# Syscia brachyptera
Syscia brachyptera (лат.) — вид муравьёв рода Syscia из подсемейства Dorylinae (Formicidae). Эндемик Гондураса.

## Распространение
Встречаются в Центральной Америке: Гондурас.

## Описание
Мелкие муравьи красновато-коричневого цвета (длина около 3 мм). Ширина головы рабочих 0,48-0,54 мм, длина головы 0,62-0,70 мм. Отличаются следующими признаками: субпетиолярный отросток с острым задним зубцом; абдоминальный сегмент AIII сверху трапециевидной формы, бока почти плоские, слабо расходящиеся кзади; AIV сверху с выпуклыми субпараллельными сторонами, передний край усеченный; у AIII и AIV дорсальный профиль почти плоский, а их пунктуры мелкие; отстоящие волоски короткие и тонкие. Стебелёк двухчлениковый, но явные перетяжки между следующими абдоминальными сегментами отсутствуют. Проното-мезоплевральный шов развит. Оцеллии отсутствуют, сложные глаза редуцированные. Нижнечелюстные щупики рабочих 2-члениковые, нижнегубные щупики состоят из 2 сегментов. Средние и задние голени с одной гребенчатой шпорой. Обнаружены в подстилочном лесном слое. Вид был впервые описан в 2021 году американским мирмекологом Джоном Лонгино и немецким энтомологом Майклом Бранстеттером.